# El herrero de Wootton Mayor
El herrero de Wootton Mayor es el último de los cuentos que escribió J. R. R. Tolkien y apareció publicado por primera vez en 1967. Resume la historia de una emoción terminal, la de quien en vida ha visitado a menudo tierras misteriosas y descubre ahora la proximidad de la muerte. Predomina el tono melancólico y opresivo que acompaña a las despedidas, con una postura reflexiva y meditada. A diferencia del ardor y entusiasmo de Hoja, de Niggle, del humor irónico y socarrón de Egidio, el granjero de Ham, en esta historia aparece la entrega voluntaria sin atisbos de resignación.

...«He de deciros, queridos niños», –comenzó (el Cocinero)–, «que bajo esta capa de azúcar hay una tarta con muchas cosas sabrosas; y muy dentro hay también otras muchas cosas bonitas, chucherías, pequeñas monedas y así, y me han dicho que trae suerte encontrarlas en el trozo que os toque. Hay veinticuatro en toda la Tarta, de modo que toca una a cada uno, si la Reina de las Hadas juega limpio. Aunque no siempre lo hace, porque es algo tramposa. El señor Aprendiz lo sabe muy bien». El Aprendiz se apartó y observó con atención la cara de los niños.

«¡No! ¡Se me olvidaba!», –dijo el Cocinero–. «Esta tarde hay veinticinco. Hay también una estrellita de plata con una magia especial, o eso dice el señor Aprendiz. Así que tened cuidado. Si os rompéis con ella uno de esos preciosos dientes, la estrella mágica no os lo podrá arreglar. De todas formas, espero que dar con ella os traiga una ventura especial».

## Argumento
En el pueblo de Wootton Mayor el Maestro Cocinero debe preparar la Gran Tarta para la Fiesta de los Veinticuatro, que se celebra cada 24 años. Pero en esta ocasión el Cocinero Mayor ha desaparecido. En su lugar es elegido Nokes, que años antes había ayudado esporádicamente al Cocinero Mayor. Pero es Alf, el aprendiz de éste, quien realmente hace la tarta. En ella guarda sorpresas, incluida una pequeña estrella mágica. Uno de los niños que comen la tarta se traga la estrellita. Un día se le cae de la boca en la palma de la mano y se la estampa en la frente. Este chico se convierte en el herrero de Wootton Mayor, y de vez en cuando visita, gracias a la estrella, el Reino de Fantasía. Pasados los años, Alf, que resulta ser el rey de Fantasía, le pide la estrellita para guardarla como sorpresa en la nueva tarta, que él, como Cocinero Mayor, va a hacer, para que un nuevo niño se la trague.